# ГЕС Да-Мі
ГЕС Да-Мі — гідроелектростанція у південній частині В'єтнаму. Знаходячись після ГЕС Ham Thuan, становить нижній ступінь дериваційного гідровузла у сточищі річки Ла-Нга, яка дренує західний схил прибережного хребта та впадає ліворуч до водосховища ГЕС Трі-Ан на річці Донг-Най (тече у південному напрямку до злиття на околиці Хошиміна з річкою Сайгон, після чого під назвою Soài Rạp досягає Південно-Китайського моря).
У межах проекту річку Да-Мі (права притока Ла-Нга) перекрили кам'яно-накидною греблею висотою 72 метри та довжиною 490 метрів. Разом з двома допоміжними земляними дамбами (висотою 12 метрів і 8 метрів при довжині 220 метрів та 544 метри відповідно) вона утримує водосховище з об'ємом 141 млн м3, в якому припустиме коливання рівня поверхні в операційному режимі між позначками 323 та 325 метрів НРМ (у випадку повені останній показник може зростати до 327 метрів НРМ). Окрім власного стоку, сюди також надходить ресурс, перекинутий із верхів'я Ла-Нга через станцію верхнього рівня.
Зі сховища прокладений дериваційний тунель до розташованого за 1,9 км запобіжного балансувального резервуару, котрий в свою чергу знаходиться на відстані 0,3 км від машинного залу. Останній спорудили у наземному варіанті на правому березі Ла-Нга.
Основне обладнання станції становлять дві турбіни потужністю по 87,5 МВт, які забезпечують виробництво 590 млн кВт-год електроенергії на рік.
Видача продукції гідровузла відбувається по ЛЕП, розрахованих на роботу під напругою 220 кВ та 110 кВ.
Накопичення води у сховищах проекту дозволило збільшити виробітку станції Трі-Ан та забезпечити додатковий ресурс для зрошення.